# بيتا سيكريتاز 1
بيتا سيكريتاز 1 (بالإنجليزية: Beta-secretase 1)‏ واختصارا (BACE1) هو إنزيم يشفر لدى البشر بواسطة جين BACE1. ويُعبر عنه أساسا في العصبونات.
بيتا سيكريتاز 1 هو بروتياز حمض الأسبارتيك وهو مهم في تكون أغماد الميالين في الخلايا العصبية المحيطية. لدى الفأر، يكون التعبير عن بيتا سيكريتاز 1 عالٍ في المراحل التالية للولادة، حين يحدث تكون الميالين. يحتوي هذا البروتين عبر الغشائي على موقعي أسبارتات نشطين في النطاق خارج الخلوي منه، وقد يعمل كمثنوي، ذيله السيتوبلازمي مطلوب لنضجه السليم ولنقلٍ داخل خلوي فعال، لكنه لا يؤثر على نشاطه. يُنتج بيتا سيكريتاز كسيلف إنزيم [الإنجليزية]، وتحدث الإزالة بالحل البروتيني الداخلي بعد مغادرته للشبكة الإندوبلازمية في جهاز غولجي. علاوة على ذلك، يحصل سليف الإنزيم على جزيئات سكرية إضافية لزيادة كتلته الجزيئية. ويصبح الذيل مرتبطا بحمض بالميتيك.

## دوره في مرض آلزهايمر

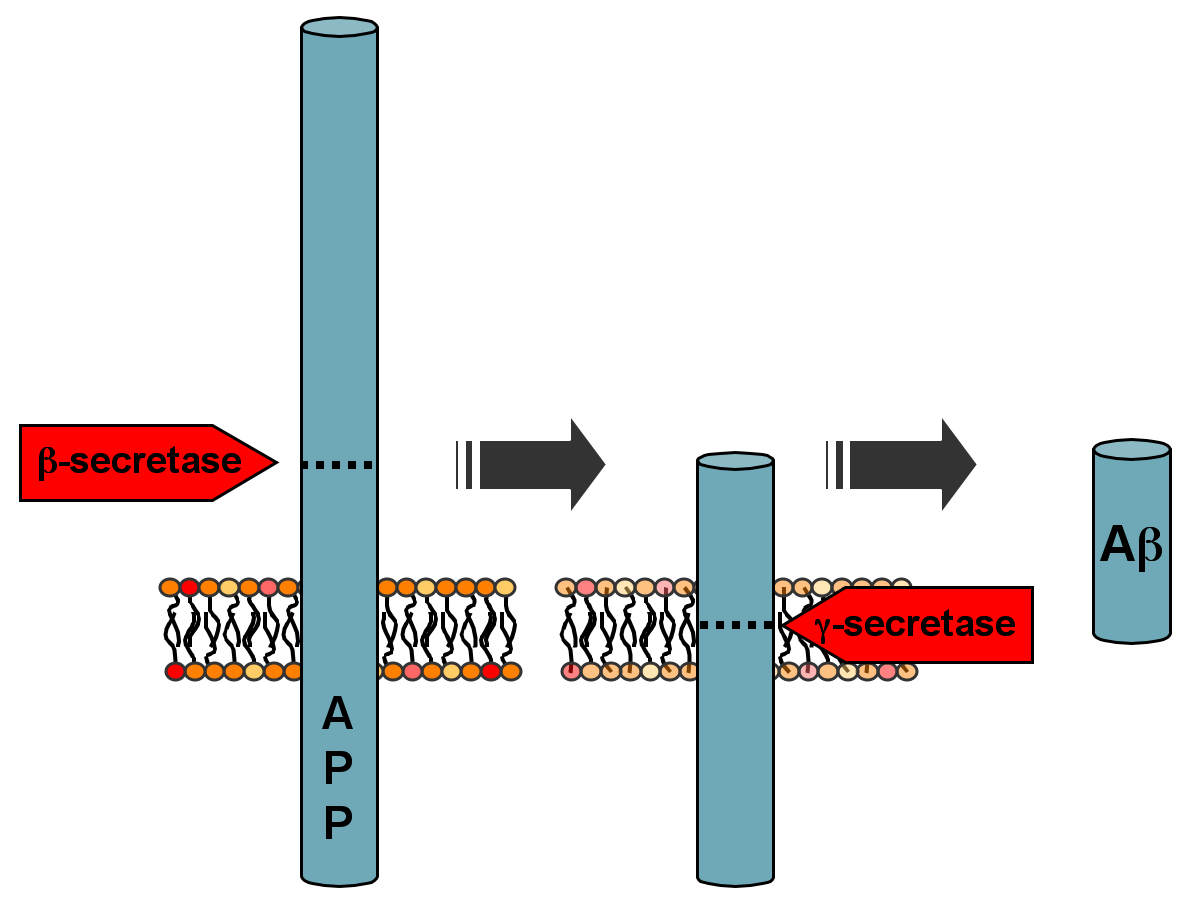
معالجة البروتين سليف الأميلويد لإنتاج بيتا النشواني.

بيتا سيكريتاز 1 هو أكثر إنزيميْ بيتا سيكريتاز إنتاجا لببتيد بيتا النشواني في العصبونات.
يتطلب إنتاج ببتيدات بيتا النشواني ذات 40 أو 42 حمض أميني طولا والتي تتجمع في أدمغة المرضى بآلزهايمر قصتين متتابعتين لبروتين سلف النشواني (APP). يُنتِج القص خارج الخلوي لسلف النشواني بواسطة بيتا سيكريتاز 1 قطعةً خارج خلوية قابلة للتحلل وقطعة مرتبطة بالغشاء يشار إليها بـC99. يُحرِر قص القطعة C99 بواسطة غاما سيكريتاز نطاق سلف النشواني داخل الخلوي ويُنتج بيتا النشواني. بما أن غاما سيكريتاز يقص سلف النشواني في مكان أقرب إلى الغشاء الخلوي من مكان قص بيتا سيكريتاز 1، فإنه يزيل قطعة من ببتيد بيتا النشواني. يمنع القص الأول لسلف النشواني بواسطة ألفا سيكريتاز بدل بيتا سيكريتاز 1 إنتاج بيتا النشواني وينتج بدل ذلك ببتيد P3 وهذا يثبت أن ألفا سيكريتاز وبيتا سيكريتاز 1 يتنافسان على معالجة بروتين سلف النشواني.
على خلاف بروتينات سلف النشواني والبريسنلين المهمة في عمل غاما سيكريتاز، لا توجد طفرات معروفة في جين BACE1 تسبب البدء المبكر لمرض آلزهايمر العائلي، وهو هيئة نادرة من هذا المرض. مع ذلك، يظهر بأن مستويات هذا الإنزيم ترتفع في مرض آلزهايمر الفرادي الأكثر شيوعا. BACE2 هو نديد قريب لـBACE1 ولم يُبلّغ على أنه يقوم بقص سلف النشواني حيويا.
الهدف الفيسيولوجي للقص الذي يقوم به بيتا سيكريتاز في سلف النشواني والبروتين عبر الغشائية الأخرى غير معروف، لاحظت بعض الدراسات أن بيتا سيكريتاز 1 له علاقة في تكوت أغمدة الميالين (يعبر عنه بشكل مشترك [الإنجليزية] مع نوريغلين 1 النوع 3). بطريقة مشابهة لمعالجة سلف النشواني، الوحدة الفرعية بيتا لـVGSC هي ركيزة لبيتا سيكريتاز 1.
تُخفض طفرة في وحدة واحدة من سلف النشواني قدرة بيتا سيكريتاز 1 على قصه وإنتاج بيتا النشواني وتُخفض خطر الإصابة بالآلزهايمر والتدهورات الإدراكية الأخرى.